# Musée Labasso
Le musée Labasso est un musée situé à Bangassou, dans le sud-est de la République centrafricaine.

## Présentation
Fondé en 1975, le musée Labasso expose des pièces archéologiques et anthropologiques issues des peuples Nzakara et Zandé.